# The Settlers 7: Paths to a Kingdom
The Settlers 7: Paths to a Kingdom is een real-time strategy computerspel dat op 26 maart 2010 is uitgebracht. Het is de opvolger van The Settlers: Rise of an Empire. Het spel speelt zich af in Midden-Europa aan het begin van de Renaissance. De speler kan kiezen tussen het opbouwen van een leger, handel of wetenschap. Om te winnen heeft men een aantal Victory-Points nodig. Het is ook mogelijk om de overwinning te behalen om alle tegenstanders uit te schakelen voordat iemand het vereist aantal overwinningspunten heeft behaald.

## Gameplay
Paths to a Kingdom lijkt op de manier van spelen van de voorgaande versie van The Settlers serie. De speler kan in het spel kiezen tussen verschillende spelmogelijkheden; Campaign, Skirmish en een spel met rang en een multiplayer spel. Het spel geeft de speler de mogelijkheid te kiezen tussen drie unieke mogelijkheden tot het winnen van het spel; door militaire, wetenschap en handel. In de traditionele militaire weg zal de speler een leger moeten opbouwen om daarmee de vijand te kunnen vernietigen. Als hij het Wetenschappelijke pad neemt, zal de speler zich focussen op het uitvinden van nieuwe technologieën. Als laatste mogelijkheid kan de speler winnen door middel van handel. De speler moet zich dan focussen op de economie en nieuwe handelsroutes opzetten. Elke weg geeft unieke mogelijkheden aan het spel. De speler wint het spel door middel van het behalen van overwinningspunten.
Het gedrag van vijanden is uitzonderlijk verbeterd ten opzichte van voorgaande spellen. De vijanden kunnen 12 verschillende profielen met verschillend gedrag hebben. Ook het multiplayer gedeelte is aanzienlijk verbeterd.
Campagne modus: De speler start met een klein dorp en breidt deze uit om zo zijn eigen rijk te creëren. Gedurende dit proces moet de speler missies volbrengen, zoals het transportsysteem verder opzetten om zo nieuwe mogelijkheden te creëren. Uiteindelijk moet hij al zijn tegenstanders verslaan om de campagne te voltooien.

## Muziek
De titel thema's 'Hero Within' en 'Ever After' werden geproduceerd, gecomponeerd en uitgevoerd door de Britse/Letse zanger/song schrijfster Kariina Gretere, zij droeg ook bij aan de muziek voor het computerspel ZanZarah: The Hidden Portal.
| The Settlers: Paths to a Kingdom nummerlijst | The Settlers: Paths to a Kingdom nummerlijst |
| -------------------------------------------- | -------------------------------------------- |
| 1.                                           | New Worlds Dawn                              |
| 2.                                           | Ever After                                   |
| 3.                                           | All is Well (That Ends Well)                 |
| 4.                                           | Hero Within                                  |
| 5.                                           | You Fight, You Win                           |
| 6.                                           | Victory is Life                              |
| 7.                                           | Forlorn Soldiers                             |
| 8.                                           | Follow The Holy Book                         |
| 9.                                           | We Are Broke                                 |
| 10.                                          | Together We Stand                            |
| 11.                                          | Golden Gems                                  |
| 12.                                          | Dark Defeats                                 |
| 13.                                          | Thief of Time                                |
| 14.                                          | The Dragon's Hoard                           |
| 15.                                          | We Work for God                              |
| 16.                                          | Ever After Revisited                         |
| 17.                                          | Divine Power                                 |
| 18.                                          | Working Apart                                |
| 19.                                          | Money Rules the World                        |
| 20.                                          | Ancient Times and Kingdoms                   |
| 21.                                          | Stand Your Ground                            |
| 22.                                          | Meadows and Hills                            |
| 23.                                          | Hero Within Revisited                        |
| 24.                                          | Saints and Settlers                          |
| 25.                                          | Silver Stars                                 |
| 26.                                          | Victory of the Dark                          |
| 27.                                          | Hearts to Steal                              |